# SKF-38393
SKF-38393 je sintetičko jedinjenje iz benzazepinske hemijske klase koje deluje kao selektivni parcijalni agonist D1/D5 receptora. On ima stimulansno i anoreksičko dejstvo.

## Spoljašnje veze
|  | Molimo Vas, obratite pažnju na važno upozorenje u vezi sa temama iz oblasti medicine (zdravlja). |